# اچ‌ام‌اس توربولنت (۱۹۱۶)
اچ‌ام‌اس توربولنت (۱۹۱۶) (به انگلیسی: HMS Turbulent (1916)) یک کشتی بود که طول آن ۳۰۹ فوت (۹۴ متر) بود. این کشتی در سال ۱۹۱۶ ساخته شد.